# Chromosom 17

Chromosom 17 – jeden z 23 parzystych chromosomów człowieka. DNA chromosomu 17 liczy ponad 81 milionów par nukleotydów, co stanowi około 2,5-3% materiału genetycznego ludzkiej komórki. Liczbę genów chromosomu 17 szacuje się na 1 200-1 500.

## Geny
- ACADVL
- ACTG1
- ASPA
- BRCA1
- CBX1
- COL1A1
- ERBB2
- FLCN
- GALK1
- GFAP
- JUP
- KCNJ2
- MYO15A
- NF1
- PMP22
- SHBG
- TP53
- USH1G
- RAI1
- RAR α
- GRB7
- Geny chemokin: CCL1, CCL2, CCL3, CCL4, CCL5, CCL7, CCL8, CCL11, CCL13, CCL14, CCL15, CCL16, CCL18 i CCL23.
- TCF2

## Choroby
- choroba Alexandra
- zespół Andersen-Tawila
- zespół Birt-Hogg-Dubé
- rak sutka
- rak pęcherza moczowego
- choroba Canavan
- choroba Charcota-Mariego-Tootha
- zespół Ehlersa-Danlosa
- galaktozemia
- zespół Li-Fraumeni
- cukrzyca MODY 5
- nerwiakowłókniakowatość typu 1
- niskorosłość Mulibrey
- osteogenesis imperfecta
- zespół Smith-Magenis
- choroba Naxos
- zespół Ushera
- zespół Bernarda-Souliera
- trombastenia Glanzmanna
- Zespół Potockiej-Lupskiego[1]